# Histoire de l'agence France-Presse
 (mars 2021).
L’histoire de l’agence France-Presse depuis sa création en 1944 à partir de l'Office français d'information a vu la troisième agence mondiale d’informations, derrière la britannique Reuters et l’américaine Associated Press, se développer au niveau international, en doublant son nombre de bureaux à l'étranger, puis se diversifier vers de nouveaux produits comme la téléphoto, l'information financière et la vidéo.

## L'âge de l'enfance

### La Libération, premières dépêches
L'agence France-Presse est le premier bâtiment pris lors de la Libération de Paris, un mois avant sa création officielle par une ordonnance du 30 septembre 1944. Les journalistes clandestins qui s'emparent de l'immeuble diffusent la première dépêche de l'AFP le 20 août 1944, cinq jours avant l'entrée dans Paris du général Leclerc.
« Grâce à l’action des Forces Françaises de l’Intérieur, les premiers journaux libres vont paraître », révèle la dépêche.
L'AFP récupère les locaux de l'Office français d'information (OFI) créé par le gouvernement de Vichy à partir de la branche de l'agence Havas spécialisée dans l'information, transformée par l’occupant allemand en officine de propagande. L’AFP revendique ainsi une histoire qui remonte à 1835, date de création de l’agence Havas. Mais par ses journalistes, elle a hérité des agences résistantes nées sous l'occupation allemande, comme l'Agence française d'information (AFI) lancée à Londres en 1940, l'agence France-Afrique à Alger en 1942, et l'Agence d'information et de documentation (AID), créée dans la clandestinité en zone occupée en 1944, par des résistants, pour la plupart anciens journalistes de l'agence Havas.
Jean Marin, gaulliste de la première heure, dirigera l'AFP de 1955 à 1975. Journaliste de la France libre à Londres, il avait animé l'émission « Les Français parlent aux Français » au micro de la BBC, pendant quatre années de guerre. C’est lui qui va rédiger l’essentiel du statut de 1957 garantissant l’indépendance de l’AFP.

### L’après guerre et les critiques des agences concurrentes
Les années d'après-guerre sont consacrées à la refondation du réseau international. L'AFP est le premier média occidental à annoncer la mort de Joseph Staline, le 6 mars 1953 après avoir appris la nouvelle grâce à son service d'écoute des radios de Moscou et des autres capitales d'Europe de l'Est.
L’AFP est très en retard sur ses concurrentes anglo-saxonnes. Reuters, qui alors un statut coopératif, souligne auprès des clients que la crédibilité de l'AFP est suspecte car elle est entre les mains du gouvernement français. Au cours de ses douze premières années, l'AFP a eu six directeurs généraux successifs. Cette instabilité « s'ajouta à la tutelle financière fixée par la loi de Finances » et « altérait l'image de l'AFP, notamment face à la concurrence étrangère qui ne se privait pas de la présenter comme  l'agence d'état au service de la propagande de la France », selon Lionel Fleury, ancien PDG de l’entreprise.
Il apparaît alors de plus en plus évident, même aux yeux des pouvoirs publics, qu'un nouveau statut, libérant l'AFP de la tutelle de l'État, devenait indispensable pour assurer son développement.

### Guerre d’Algérie: de la propagande à la photo, puis à la neutralité
L'AFP a commencé par « compter les pieds de vignes » arrachés par les "rebelles" algériens, tout en faisant l’impasse sur la torture, selon l’historienne Barbara Vignaux. À partir de 1956, on note une inflation du nombre de titres des journaux, petits et grands, consacrés à l'Algérie car plusieurs centaines de milliers d’appelés du contingent doivent traverser la Méditerranée. L'État français veut se lancer dans la bataille de l’information, après les reportages très critiques de France Observateur dans les maquis algériens en septembre 1955, ou des prises de position de L'Express pendant la bataille d'Alger en 1957. En face, les indépendantistes algériens ont le sentiment de subir une bataille inégalitaire de l'information. Mais ils attendront les mois précédant l'indépendance de 1962, pour lancer une agence nationale, l'Algérie Presse Service (APS2).
L'AFP a profité de la guerre d'Algérie pour développer son service photo. À Tunis et Alger, les journalistes recueillent des photographies auprès de la presse locale et des clichés venant d'amateurs, tant du côté algérien que français, ce qui permet de crédibiliser la couverture de l’agence auprès des médias internationaux. Les reporters sont tentés d’illustrer la dépêche par une image la validant, plus proche du fait, ou apportant un regard complémentaire. Pour échapper aux clivages politiques, ils tentent timidement de raconter la vie quotidienne, sur le ton de la neutralité, au moins apparente.
Le vote de la loi de 1957 donnant statut à l'AFP entraîne une modification sensible de sa couverture de la guerre d’Algérie, sujet délicat par excellence : de tonalité très officielle au début, les dépêches accordent peu à peu une part croissante aux activités et aux hommes du FLN et du GPRA, puis de l’OAS. La couverture du conflit devient plus équilibrée avec le temps. L'Histoire de l'Agence Reuters avait été marquée par une évolution allant aussi vers une plus grande objectivité, lors de la guerre des Boers, couverte pour la première fois des deux côtés du conflit, par Sir Roderick Jones, qui deviendra directeur général puis propriétaire de Reuters.

### L’adoption du statut d’indépendance
Trente ans après que la Press Association britannique, fédérant les journaux régionaux anglais, a pris en 1925 la majorité du capital de Reuters, un schéma du même type est retenu pour l'AFP, s'inspirant du Reuters Trust.
La genèse de la loi créant un statut spécifique pour l'AFP a été marquée par deux hommes : Jean Marin et Paul Louis Bret, ex-directeur du bureau de Londres, qui avait réfléchi sur les questions d’objectivité : « Que la seule perception de l'objet comporte un jugement, c'est là une évidence », disait-il, en évoquant aussi un « droit à l’information ».
Une bonne dizaine de projets de statut ont été préparés depuis 1944, y compris quatre propositions et un projet de loi. Parmi eux, un projet de 1949, signé de François Mitterrand, imagine une taxe spéciale, car avec 10 millions quotidiens d'exemplaires seulement, contre 31 millions à la presse britannique et 56 millions à celle des États-Unis, la presse française ne pourra seule financer l’AFP.
En 1954, sous Pierre Mendès France, Jean Marin est nommé président de l'AFP et veut la doter d'un statut d'indépendance: selon lui, la « plaie secrète de l'AFP, c'est que des journalistes qui remplissent correctement leur tâche se sentent constamment menacés »: il met sur pied deux groupes de travail comprenant la plupart des fédérations de la presse française et déclare à ses reporters : « votre directeur général prendra sur lui d'assumer la responsabilité de ce pour quoi vous étiez dénoncés par un pouvoir excessif ».
Le 5 février 1955, le président du conseil des ministres Pierre Mendès France est renversé. La veille de son départ, l'un de ses derniers actes est la signature du décret créant une commission « chargée d'étudier les réformes de l'AFP et de préparer un projet de statut ». Présidée par le conseiller d'État Frédéric Surleau, elle réunit les membres des deux groupes de travail créés par Pierre Mendès France en 1954. Le 18 juillet, un projet de statut de 18 pages est approuvé. Fin août, un référendum est organisé auprès des salariés : sur 1001 salariés inscrits, la participation atteint 83 % et 709 voix l’approuvent.
Le 3 juillet 1956, le débat commence à l'Assemblée nationale, dans un hémicycle plein à craquer. À la demande des syndicats patronaux de la presse, le droit de participer à l'élection du président de l'AFP est d'abord dénié aux administrateurs salariés, mais cet amendement est refusé. Un jeune député indépendant du Puy-de-Dôme, Valéry Giscard d'Estaing, voit son amendement donnant plus de pouvoir à la Commission financière repoussé par 314 voix contre 261. Dans la nuit du 28 décembre, l'Assemblée vote à l’unanimité la loi.

## L'âge de la croissance

### Les satellites et l'informatisation: premiers jalons dans les années 1960
Jean Marin, qui dirige déjà l'AFP depuis 1954, est le premier président élu et conservera son poste jusqu'en 1975, développant le réseau, les moyens techniques et une clientèle plus large. Dès 1962, il organise le test des liaisons satellites entre Paris et Washington, par Telstar, premier service d’agence transmis par satellite. Le 22 novembre 1963, l’AFP expérimente une liaison permanente par satellite entre Paris et New York.
À partir de 1968, les spécialistes de la presse entrevoient le scénario d’une future informatisation: le directeur technique de l'AFP André Guillotin demande une première étude à une société spécialisée, la CGO. Les quotidiens Le Provençal, Paris-Normandie et le Midi libre sont les premiers quotidiens français à envisager de se lancer dans la photocomposition. En 1970, la concurrente américaine Associated Press, qui est comme l'AFP une coopérative de journaux, montre la voie par une « electronic newsroom » expérimentale. En 1971, la convention collective du syndicat du Livre prévoit l’introduction de l’informatique, à l'époque encore dominée par les « grands systèmes », des grosses machines prenant beaucoup de place. Le service technique de l'AFP emploie 255 personnes dont 170 opérateurs : un accord avec les syndicats prévoit de supprimer 130 postes et l'informatisation est décidée en 1972. Aucune rédaction en France n’a encore été informatisée. Le seul projet à Paris est mené par l’International Herald Tribune.
L'AFP augmente sa présence dans les pays anglophones mais n'a pas encore une clientèle assez large à l'étranger pour imiter la politique de diversification vers l'information financière lancée dès 1961 chez Reuters, aux États-Unis, par Michael Nelson. Reuters, qui est encore une coopérative, s'allie à Ultronics Systems, première société à diffuser les cours des actions, centralisés sur des grosses machines informatiques Control Data Corporation, et réceptionnés sur des mini-terminaux à bande magnétique, à une époque où les consoles informatiques ne sont pas encore produites en série et où n'existent ni les IBM PC ni les Macintosh, respectivement lancés en 1981 et 1984. Reuters propose ce service Stockmaster dès 1964 et enchaîne en 1971 avec Money Monitor, qui fera sa fortune et facilitera l'introduction en Bourse de 1984.

### Le développement international des années 60 et 70
Le nouveau statut adopté, l'AFP ouvre un bureau à Pékin en 1958, puis d'autres en Asie. Le service en langue arabe lancé le 1er janvier 1969 permet d'ouvrir progressivement de nouveaux bureaux. En 1972, le scoop de Charles Biétry sur le drame de la Prise d'otages des Jeux olympiques de Munich amène plusieurs grands journaux américains à s'abonner. La proportion de l'international dans le chiffre d'affaires augmente de 50 % entre 1970 et 1986, pour atteindre presque 18 % du total.
Lors du vote du statut de 1957, l'AFP comptait 25 bureaux en province mais seulement 59 situés "outre-mer", dont 13 dans les anciennes colonies. Quarante ans après, elle a 112 bureaux à l'étranger, presque deux fois plus. Pour contribuer à cette expansion internationale, Jean Marin demande en 1971, l'année de la signature par les syndicats de journalistes de la Charte de Munich, la rédaction du « Manuel de l'agencier » qui codifie les règles professionnelles.
Cette part croissante de l'actualité internationale se retrouve chez des grands clients comme Le Monde, dont la diffusion triple en 20 ans, passant de 137 433 exemplaires en 1960 à 347 783 en 1971, puis près de 500 000 à la fin des années 1970, ou chez France-Soir, qui dépasse le million d'exemplaires dans les années 1960, avec de nombreuses pages consacrées à l'information internationale, et tire encore à 600 000 exemplaires en 1976.
Les investissements, effectués avec régularité chaque année, permettent de réduire progressivement l'écart avec la concurrente Associated Press. En 1977, le chiffre d'affaires de l'américaine (100 millions de dollars) dépasse de 133 % celui de l'AFP. Mais dix-huit ans plus tard, en 1985, l'écart s'est réduit : AP ne dépasse plus que de 64 % l'AFP, un écart deux fois moins important, avec 230 millions de dollars de chiffre d'affaires pour l'américaine, contre 147 millions de dollars pour la française.

### Dix grands quotidiens français tournent le dos à l'AFP en 1973
À partir de 1973, la croissance des activités internationales de l'AFP est fragilisée par le premier choc pétrolier. L'inflation et la récession s'ajoutent, pour les journaux français, aux hausses de salaires importantes consenties en 1968 aux ouvriers du Livre et à la percée rapide de la télévision, à laquelle ils ne se sont pas encore adaptés. Dès 1968, 62 % des familles ont un téléviseur contre 13 % en 1960. La couleur, qui surgit sur les écrans, ne sera généralisée dans les imprimeries françaises que 25 ans plus tard. Une troisième chaîne de télévision, régionale, est créée en 1973. Le tirage des magazines de télévision passe à 3,5 millions dès 1970, puis 6,3 millions en 1980. L'Express atteint 600 000 exemplaires quand Le Parisien perd 300 000 lecteurs du fait d'une grève qui dure un an et demi.
Les difficultés financières des journaux incitent certains à remplacer l'AFP par l'Agence centrale de presse, créée dès 1951 par Le Provençal et Nord Matin. Un second groupement de quotidiens régionaux est créé en 1967 par le Dauphiné libéré et Le Progrès de Lyon: l’Agence d'informations générales, locales, économiques et sportives.
Meilleur marché, plus diverse dans son contenu, perçue comme plus indépendante du pouvoir politique, l'ACP atteint en 1973 pour la première fois le seuil de dix quotidiens clients, ce qui occasionne un manque à gagner de 1,7 million de francs pour l'AFP, qui doit s'adapter, diversifier le contenu de ses dépêches. Une étude sur les informations politiques dans quatre quotidiens français (Le Monde, France-Soir, Le Figaro et L'Humanité) montre que les informations culturelles ont tendance à les remplacer. Il se produit le même phénomène qu'un siècle plus tôt: dans les années 1880, "la lutte de Reuters et Havas contre un nouveau concurrent, l'Agence Dalziel, avaient selon les historiens "renforcé la démocratisation et la dépolitisation du journalisme d'agence". Dans la deuxième partie des années 1970, les réformes engagées par l'AFP lui permettent de récupérer la plupart des clients perdus.

### Après 1973, la lutte contre choc pétrolier et l'inflation
Jusqu'au début des années 1970, les tarifs de l'AFP ont augmenté plus vite que le coût de la vie. Mais avec l'inflation qui accélère en 1973, les syndicats de l'AFP exigent de très fortes hausses de salaires, en plus de réclamer des embauches, d'où une surenchère sociale. Valéry Giscard d'Estaing souhaite au contraire que l'AFP montre l'exemple dans le combat la hausse des prix en France (+13,7 % en 1974 après +9,8 % en 1973). L'AFP veut relever ses tarifs de 15,4 %, mais le Ministère de l'Économie, des Finances et de l'Industrie intervient auprès des administrateurs représentant les services publics : 8,1 % serait un maximum. Les patrons de journaux proposent eux +10 %,. Le gouvernement est d'autant plus enclin à bloquer la machine qu'il espère déstabiliser la direction de l'entreprise, Valéry Giscard d'Estaing tentant sans succès en 1975 d'imposer un ambassadeur de France à la tête de l'AFP. Souhaitant tirer son épingle du jeu, le syndicat SNJ adresse en août 1974 un « memorandum » au gouvernement pour demander une refonte du statut de l'AFP sur un point : « un financement complémentaire » sous forme de « dotation budgétaire » ou « de taxe ».
La part des abonnements d'organismes publics dans le chiffre d'affaires de l'AFP diminue ensuite d'un tiers, après avoir progressé sous Georges Pompidou et culminé à 63 % au début des années 1970. Les recettes privées, en particulier à l'étranger, prennent le relais mais progressivement. En décembre 1986, Henri Pigeat quitte une AFP qui ne tire que 18 % de ses recettes à l'étranger alors qu'il s'était fixé l'objectif de 25%. Les abonnements publics représentent alors l'équivalent de 383 abonnements un million de francs, par an, prix payé par un quotidien tirant à 180.000 exemplaires.
| Année      | 1968 | 1976 | 1978 | 1982 | 1986 | 1987 | 1993 | 2005 | 2011 |
| Proportion | 55 % | 63 % | 61 % | 59 % | 56 % | 55 % | 48 % | 44 % | 40 % |

### Le lancement du service audio, dans le sillage des "radios libres" de 1981
Réclamé par les centaines de radios libres autorisées en 1981, le service audio a pâti des multiples interventions du gouvernement sur le plan d'Henri Pigeat, alors que les grandes radios comme NRJ mobilisent en 1983 des jeunes manifestants-auditeurs pour se réserver un "confort d'écoute" sur la bande FM.
Il faudra attendre octobre 1984 et la menace de la concurrence pour que l'AFP l'inaugure. L'année suivante, elle fournit chaque jour une série de dix bulletins de trois minutes, accessibles par téléphone pour un prix modique, des bulletins "prêt à lire" et des correspondances plus longues, enregistrées de l'étranger, que les radios peuvent se procurer à leur guise.
Cinq ans plus tard, l'AFP Audio émettra toute la journée une grille de programmes complets pour les radios qui souhaitent y prélever un composant ou un autre. Elle compte en France une centaine d'abonnés contre mille aux États-Unis pour AP Audio, le service similaire d'Associated Press, commercialisé auprès des 6000 radios locales américaines.
La disparition de centaines de radios libres, chassées par les plus grandes comme NRJ, mais aussi l’interdiction de pouvoir diffuser de la publicité, obligent ensuite l'AFP à réduire la voilure, puis à se séparer ce service dans les années 1990. Le service a été racheté par Europe 2 avant de devenir A2PRL. L'agence est désormais détenue par le groupe Mediameeting depuis 2014.
Depuis 2021, l'AFP réutilise la marque AFP audio dans le cadre d'une nouvelle offre de services.

### Reuters profite de l'info financière pour conquérir les États-Unis
À partir de 1962, même si l'AFP est en forte croissance, elle subit une concurrence extrêmement intense causée par l'émergence d'un nouveau géant, l'agence Reuters. Le chiffre d'affaires de la britannique est multiplié par 16 en 15 ans, au point de dépasser celui de l'Associated Press dès 1980, alors que les ventes de Reuters se limitaient à 4 millions de livres sterling en 1964, cinq fois moins qu'Associated Press (19 millions de sterling).
Propriété depuis 1941 de journaux britanniques et de coopératives d'agences d'Australie et de Nouvelle-Zélande, Reuters assure son succès par création en 1964 du Reuters Ultronics Report, en profitant de son implantation dans les pays du Commonwealth et aux États-Unis: En 1962, Michael Nelson négocie à New York avec Scantlin Electronics un accord pour offrir aux entreprises le Quotron. N'y parvenant pas, il se tourne en 1963 vers Ultronics Systems, dont le produit Stockmaster permet également de consulter des cours de Bourse sur un mini-boitier, révolutionnaire pour l'époque.
Le conseil d'administration de Reuters refusant d'investir un penny dans l'affaire, Ultronics Systems s'en charge et empoche en contrepartie la moitié des bénéfices, alors que Reuters apporte l'essentiel des clients. L'accord a "introduit Reuters dans le domaine de l'informatique et des pratiques d'affaires américaines" selon Michael Nelson. Résultat, un bénéfice de 1,1 million de sterling dès 1975, dix ans après, contre une perte de 57 000 sterling (1,4 % du chiffre d'affaires) en 1964.
Trois ans après l'accord avec Ultronics Systems, en 1967, Reuters met fin à son accord d'échange de nouvelles avec Associated Press et Dow Jones and Company. GTE se substitue à AT&T pour fournir les lignes transatlantiques qui font le succès du produit. La langue anglaise et l'intérêt pour la Bourse rapprochent ce vaste réseau de clients, des deux côtés de l'Atlantique, à qui il est facile de vendre en 1971, le Money Monitor, conçu pour le grand marché des devises né de la fin de la convertibilité du dollar en or.
Cette forte croissance est relayée par l'émergence du Nasdaq puis du SEAQ et d'Instinet en 1982. Reuters entre en Bourse en 1984, ce qui facilite une dizaine d'acquisitions, même si le Krach d'octobre 1987 divise par deux son action. Les ventes de Reuters, qui avaient égalé de celles d'Associated Press en 1980, sont deux fois plus élevées en 1989. Associated Press se réveille en s'associant en 1985 avec Dow Jones and Company, qui achète jusqu'à 67 % du capital de Telerate en 1988 pour contribuer à son tour à l'histoire de l'information financière en direct.
L'AFP a tenté de lancer un service économique à partir de 1980, après avoir développé sa clientèle internationale. Mais elle n'a pas accès aux données de la Bourse de Paris, et s'en tient à une clientèle médias. La création par Claude Moisy en 1991 d'AFX News, par une coentreprise avec la société britannique Extel, a permis de toucher à moindres coûts une clientèle non-média à l'étranger, en s'appuyant sur le réseau mondial de l'AFP, conformément au modèle développé par Reuters et Ultronics Systems dans les années 1960.

## L'âge de la souffrance

### Le gouvernement promet, hésite, puis coupe les ailes au "Plan Pigeat", sur le hors-média et la photo
En octobre 1979, Henri Pigeat succède à Roger Bouzinac, parti avant le terme de son mandat. Le gouvernement de Raymond Barre lui a commandé un rapport sur l'AFP. C'est un énarque, auteur d'un rapport gouvernemental remarqué ("Du téléphone à la télématique"). Le 1er PDG non-journaliste de l'AFP déclare en arrivant que « le marché des médias français étant limité, ce n'est pas là qu'il faut chercher de nouvelles ressources ». Il promet le développement d'un "4e secteur", en plus des trois qui font vivre l'AFP: services publics, médias français et médias étrangers. Tout le monde comprend que son objectif est le marché de la finance, qui a fait la fortune de Reuters dans les années 1960 et les années 1970.
Le rapport d'Henri Pigeat sur l'AFP n'est remis qu'après l'élection présidentielle de 1981. Il déçoit : contrairement à ce qui avait été annoncé, les "nouveaux produits" s'adressent uniquement aux médias. Pendant ce temps, des pertes financières sont apparues: 31,5 millions de francs pour 1981 et 1982, en raison de la crise causée par le second choc pétrolier. L'AFP tarde à les réduire, en violation de son statut. L'État se présente au même moment comme un interlocuteur nécessaire, architecte de l'avenir de l'entreprise : il promet une énorme enveloppe de 250 millions de francs.
Nouvelle déception en 1984 lorsque le rapport d'Henri Pigeat est revu par un comité, composé à la demande du gouvernement d'un inspecteur des finances et de Claude Roussel, qui avait été PDG de l'AFP de 1975 à 1978, devenu "inspecteur de la communication". Ce comité « écarte le projet de service mondial de téléphoto, qu'il juge non rentable », alors que l'inspecteur des finances Jean Autain avait donné son feu vert. Deux mois plus tard, le gouvernement donne son accord de principe à l'octroi d'avances et crédits d'environ 250 millions de francs, "assorti de conditions sévères portant sur le contrôle de gestion", le PDG n'ayant pas réalisé les économies espérées.
Mais les dossiers administratifs traînent. En mars 1984, le premier ministre Pierre Mauroy adresse « enfin à l'AFP une lettre d'approbation du plan de développement, quelque peu édulcorée » par rapport aux promesses. "De décennal, le plan est devenu quinquennal et ne porte plus que sur deux cents millions de francs", dont un prêt bonifié de cent millions de francs sur cinq ans et une avance non-remboursable de cent millions de francs.

### Téléphoto, minitel, infographie et envol du chiffre d'affaires
Fin 1984, nouveau changement : le PDG Henri Pigeat décide finalement de créer un service mondial de téléphoto, les syndicats ayant protesté contre l'abandon de ce projet. L’arrivée en 1988 du premier ordinateur de transmission d’images, le Dixel, du fabricant suédois Hasselblad, est comparée au sein de l'AFP à l’apparition du Rolleiflex ou du Leica, appareils de petit format, maniables et rapides. Le bélinographe, ancêtre des transmetteurs d’images, était encore employé dans les rédactions en France à la fin des années 1980.
En 1988, c'est la création du service infographie, précédée en 1986 par le début de la diffusion des services AFP par Minitel. Entre 1983 et 1988, les ventes progressent de 40 % pour atteindre 849 millions de francs, ce qui permet de ramener le déficit à 30 millions de francs, soit 3,2 % du chiffre d'affaires. Mais les restructurations, négligées à force de promesses de l'État, tardent.

### Déficits: les administrateurs presse se fâchent en 1986
En 1986, la sonnette d'alarme est tirée par des administrateurs représentant la presse au conseil d'administration de l'AFP : les déficits se sont creusés. Ils mettent la pression sur Henri Pigeat pour que les mesures d'économie nécessaires soient appliquées (annulation de primes, réduction des heures supplémentaires, et 36 suppressions de poste dont 12 chez les journalistes). Le 27 mai 1986, près de cinq mois après la fin de l'année 1985, ils découvrent que cette dernière se soldera par un déficit de 63,6 millions de francs au lieu des 40 millions prévus. La hausse du dollar, monté à dix francs, a renchéri le coût des nombreux bureaux de l'AFP à l'étranger.
"Il faut frapper très fort", sinon il sera ensuite trop tard, déclare Bernard Roux, directeur du Courrier picard. Henri Pigeat temporise d'abord. Mais les dépenses doivent diminuer de 50 millions d'euros par an. Il annonce 300 suppressions d'emplois sur 1900, le 8 juillet 1986, dont 150 sur 700 chez les journalistes (22 % du total), ce qui déclenche une longue grève. Jusque-là divisés et tentés par la surenchère, les syndicats prennent conscience du dérapage des finances. Ils signent un "pacte d'unité" et accusent Henri Pigeat d'avoir "prévu et fait voter lui-même le déficit". Lui-même reconnait que la masse salariale avait progressé beaucoup plus vite que les recettes. Le retard qui a été pris dans l'ajustement des effectifs augmente son coût : il faut payer de lourdes indemnités aux partants.
Jacques Saint-Cricq, directeur de la Nouvelle République et administrateur de l'AFP, enjoint à Henri Pigeat de ne pas céder. Il dénonce des salariés qui ont cru que "tout pouvait se résoudre par l'État". En décembre, au huitième jour de grève, Henri Pigeat annonce aux administrateurs sa démission. François-Régis Hutin, patron de Ouest-France, propose aux administrateurs de démissionner en bloc pour protester contre le fait que le gouvernement ne l'a pas soutenu. Jean-Louis Prévost, directeur de la Voix du Nord, prend la présidence provisoire. La grève cesse et le plan Pigeat est appliqué presque intégralement, permettant d'éviter une spirale de l'endettement. Tous les départs prévus de techniciens et employés ont lieu, trois-quarts de ceux prévus chez les journalistes aussi.

### 1990: Claude Moisy et Lionel Fleury restructurent et inventent l'information financière en anglais
Lorsque Claude Moisy est nommé PDG au début de l'année 1990, l'AFP accuse un déficit de 50 millions de francs, après avoir perdu 40 millions en 1989 et 22 millions en 1988. Les pertes sont ensuite divisées par deux en trois ans, malgré la profonde crise économique des années 1990 à 1992, grâce à des économies de fonctionnement et à des réductions progressives d'effectifs, sur fond de paix sociale.
Pour Claude Moisy, privatiser l'AFP "serait une aberration", car tous les médias français réunis n'assurent que 18 % du chiffre d'affaires, quand les médias américains représentent 80 % de celui d'Associated Press. « Tout le problème de l'AFP, c'est de se voir garantir par ses partenaires, dont l'État, une base de financement solide qui ne vienne pas compromettre son indépendance » explique-t-il. Sous sa présidence, les recettes provenant de médias étrangers vont dépasser celles assurées par les médias français.
Au début des années 1990, l'AFP augmente progressivement son chiffre d'affaires dans les pays où la presse est en expansion, en particulier à Taïwan et Singapour, ainsi qu'en Malaisie et Thaïlande. Pour justifier le développement progressif à l'étranger, en particulier en Europe de l'Est, il rappelle que lors de l'Affaire des charniers de Timişoara, l'AFP n'a commis aucune erreur, ses dépêches citant le média à l'origine de l'information. Il souligne aussi que lors de la Guerre du Golfe, l'AFP a été "beaucoup plus réticente" que Reuters à "suivre et à retransmettre aveuglément toutes les informations de CNN".
En 1991, l'information financière en anglais est développée, par des investissements ciblés et calculés, intégrant la création d'AFX News, coentreprise avec le britannique Extel, dont le Financial Times deviendra actionnaire en 1993. En 1994, le journaliste qui dirige AFX s'expatrie à Hong Kong, pour veiller à son développement. En 1997, AFX News emploie 35 journalistes dans 13 villes d'Asie, dans le cadre d'une filiale en Asie, au capital de laquelle sont associés l'Agence australienne de presse et un quotidien japonais, qui acquiert les droits pour traduire ses informations en japonais. AFX profite de l'infrastructure de l'AFP à l'étranger pour croître sans trop dépenser, comme Ultronics Systems l'avait fait avec Reuters dans les années 1960. Plus tard, un relâchement de la gestion entraînera de lourdes pertes financières entre 2000 et 2002, avec 12 millions d'euros de déficit pour la seule année 2002.
Avant de partir, Claude Moisy trace le portrait-robot du président idéal de l'AFP : un homme de médias, probablement un journaliste, "pas trop facilement identifiable politiquement" et parlant évidemment un anglais courant. Avec 35 ans d'AFP, de Rangoon à Delhi, de Londres à Washington, où il a couvert l'affaire du Watergate, Claude Moisy a le profil. Mais c'est aussi le cas de son directeur général Lionel Fleury. En 1993, Claude Moisy s'efface pour lui confier les rênes de la maison, qu'il ne conservera que trois ans.

### Qui a fait chuter Lionel Fleury en 1996?
En 1996, au dernier moment, le gouvernement a écarté le PDG Lionel Fleury malgré le succès reconnu de sa gestion, selon Michel Mathien, professeur au CUEJ. Quelque 2 500 médias dans le monde sont alors clients de l'agence, représentant une audience d'un milliard et demi de personnes. Au premier tour de scrutin, Lionel Fleury obtient huit voix contre aucune à son rival Jacques Thomet, candidat interne. Mais il en faut 12 pour être élu. L'État et une petite partie des administrateurs représentant les médias n'ont pas voté.
Candidat de dernière minute, Jean Miot, président du Figaro et de la Fédération nationale de la presse française (FNPF), est élu au troisième tour de scrutin, entraînant la chute de Lionel Fleury, à la candidature duquel s'oppose discrètement l'État depuis deux semaines. Ses représentants font alliance avec une partie des administrateurs représentant les médias. Michel Bassi, PDG de la Société française de production (SFP) se retire au dernier moment. Les syndicats réagissent vigoureusement : cette élection-surprise est un «coup de force» selon FO, et l'indépendance de l'agence est «bradée», selon la CFDT.  Mais des informations de presse, sur des sources anonymes, laissent entendre que la CGT ne voulait plus de Lionel Fleury.
Certains soupçonnent le premier ministre Alain Juppé, d'autres le président de la République Jacques Chirac, proche de Jean Miot. Le traitement de l'affaire des appartements de la famille d'Alain Juppé, loués à la mairie de Paris à des conditions favorables, puis celui des Grèves de 1995 en France auraient irrité le chef du gouvernement, selon le quotidien La Croix. Mais Jacques Chirac en veut aussi à l'AFP depuis une dépêche de décembre 1986, qui avait été réécrite au siège de l'AFP par la hiérarchie, pour laisser entendre à tort que des casseurs venant de la mairie de Paris avait perturbé des manifestations étudiantes.
La gestion du successeur, Jean Miot, sera plus tard contestée par un rapport d’audit de l'inspection générale des finances. L’administration chargée du budget de l’État doit mettre son veto provisoire à l’achat de nouveaux locaux pour le bureau de Varsovie faute de disposer d’un tableau général des investissements immobiliers de l’agence dans le monde entier.

### La dérive des dépenses en 1998, 1999 et 2000
Éric Giuily est élu PDG le 10 mars 1999, grâce aux représentants de l'État, qui ont finalement convaincu une partie des administrateurs de la presse écrite. Alors qu'il avait officiellement refusé, jusqu'à la veille du scrutin, de se porter candidat, trois mois après, le 1er juillet, Éric Giuily présente un «rapport d'étape» proposant une ouverture de 49 % du capital de l'AFP. Le texte est rejeté par le comité d'entreprise, qui demande un rendez-vous avec le premier ministre Lionel Jospin.
La gestion du nouveau PDG sera critiquée car les dépenses augmentent de 55 millions d'euros (près d'un tiers) en seulement deux ans, sans que le chiffre d'affaires ne suive, malgré la bulle internet qui favorise les ventes de l'AFP aux centaines de sites Internet lancés par des quotidiens, des magazines ou des start-up. En 2000, au départ d'Éric Giuily, l'AFP affiche une perte nette de 13 millions d'euros contre un résultat à l'équilibre à son arrivée.
| Année                  | 1998  | 1999  | 2000  | 2001  |
| Effectif salarié       | 2077  | 2092  | 2175  | 2268  |
| Charges d'exploitation | 188,6 | 202,1 | 233   | 240,9 |
| Résultat net           | 0,0   | 0,1   | –12,9 | –4,7  |

Les syndicats l'accusent d'avoir creusé le déficit pour faire passer son projet d'ouverture du capital de l'AFP. Les noms de Vivendi et France Télécom sont cités. Éric Giuily affirme lui qu'il « ne s'agit nullement d'une privatisation de l'AFP » mais de «  permettre d'associer à notre développement cinq ou six entreprises, publiques et privées, possédant des technologies que nous n'avons pas». Objectif, "une croissance de plus de 50 %" du chiffre d'affaires en cinq ans "grâce à de nouvelles activités multimédias et sur Internet". Selon lui, la composition du conseil d'administration "ne reflète plus la physionomie actuelle de la clientèle de l'entreprise". Mais dès la fin 1999, cinq mois après l'avoir présenté, le PDG abandonne son "rapport" d'étape pour le remplacer par un projet qui ne parle plus de société anonyme.
Le statut de l'AFP stipule que le budget annuel doit être présenté en équilibre, sauf dérogations accordée par la commission financière de l'AFP. Dans le projet d'Éric Giuily, cet accord n'est plus nécessaire, ce qui est dénoncé par les syndicats, pour qui la commission financière est un précieux garde-fou. L'administrateur CFDT demande le retrait de ce projet l'ordre du jour du conseil d'administration du 29 mars 2000. Le Syndicat national des journalistes CGT (national) appelle aussi "le personnel de l'AFP à se mobiliser".
Les patrons de presse ne soutiennent plus Éric Giuily que du bout des lèvres et tentent, sans y parvenir, de dégager une position commune. Le 27 mars, Catherine Tasca succède à Catherine Trautmann. La nouvelle ministre de la culture est attachée au statut de l'AFP. Mais le 8 juin, la commission des affaires culturelles du Sénat donne son feu vert à la proposition de loi du sénateur RPR de la Côte-d'Or Louis de Froissard de Broissia, qui prévoit que l'AFP puisse "prendre des participations" dans des sociétés et "contracter des emprunts" ou même "émettre des titres et valeurs". Les syndicats de l'AFP font alors du lobbying auprès des parlementaires et de personnalités pour faire échouer cette proposition jugée dangereuse.
Éric Giuily annonce sa démission le 26 septembre 2000. "Le gouvernement vient de me confirmer qu'il n'acceptait pas les propositions que j'ai présentées à cette fin, notamment ma suggestion de voir adopter pour l'an prochain un budget en déficit et de financer celui-ci par endettement", déclare-t-il alors. Dans la foulée, la ministre de la culture Catherine Tasca souligne que "la réforme du statut de l'AFP n'est pas un sujet à l'ordre du jour". Elle dénonce à l'Assemblée nationale l'achat et la vente par l'AFP de photos de Sid Ahmed Rezala prises dans sa prison portugaise. Cette affaire avait suscité de nombreux remous et valu le vote d'une motion de défiance à l'encontre du PDG Éric Giuily.

## L'âge de l'expérience

### Bertrand Eveno et Pierre Louette désendettent l'AFP et développent AFP TV
L'AFP accuse déjà un lourd déficit en 2000 et le nouveau PDG Bertrand Eveno doit faire face en 2001 au dégonflement de la bulle Internet, puis à des pertes très lourdes dans la filiale d'informations financières AFX News en 2002, l'année où le CAC 40 affiche la plus forte chute de son histoire. Pour éponger la dette de l'AFP, Bertrand Eveno vend le siège social, qu'il rachète en même temps sur une période de dix ans, via un crédit-bail. Un référendum du personnel donne son feu vert. Dans un second temps, la vente d'AFX News en 2006 permet aussi de dégager 16 millions d'euros pour accélérer le désendettement. Plusieurs plans de départs volontaires entraînent la suppression de 130 postes entre 2003 et 2008, malgré des embauches dans l'activité vidéo, le service AFP TV.
Bertrand Eveno assigne au service AFP TV le modèle qu'avait suivi AFX News : s'appuyer sur le réseau international de l'AFP. Son jeune directeur général Pierre Louette, issu de la Cour des comptes et féru d'Internet, lui succède en 2006 et sera réélu en 2009. Il accélère le développement d'AFP TV à l'étranger, qui permet aux clients médias d'offrir de la vidéo sur leurs sites internet, pour compléter le contenu en texte, sans avoir besoin d'investir eux-mêmes. Pierre Louette gagne un procès important en droits d'auteur contre Google, qui reprenait des dépêches AFP gratuitement.
Pierre Louette parvient parallèlement à ramener la part des abonnements publics sous la barre des 40 %, tout en assurant de leur solidité juridique lorsque l'agence allemande DPA tente de les attaquer pour concurrence déloyale. Il invoque en particulier la jurisprudence européenne de l'Arrêt Altmark, et ses 4 critères, dont la bonne gestion de l'entreprise.
Le gouvernement lui demande un rapport pour préconiser la transformation de l'AFP en sociétés par actions. Il s'exécute, mais fait face à l'opposition de tous les syndicats, qui réunissent 21 000 signatures contre ce projet. France Télécom lui propose en mars le poste de numéro deux et il accepte. Son successeur Emmanuel Hoog, qui dirige l'INA, une petite entreprise publique d'archives audiovisuelles, est élu avec l'appui du gouvernement de François Fillon. Pressentie par les représentants de l'État, sa candidature s'ajoute in extremis à celles de Philippe Micouleau, ancien directeur général de La Tribune, et Louis Dreyfus, ex-directeur général de Libération et du Nouvel Observateur.

### Les années 2010 et l'explosive question de la gratuité
La montée en France dans les années 1980 et 1990 d'une presse magazine extrêmement diverse a donné de l'importance au statut de neutralité de l'AFP, lié à sa mission de grossiste, au service de tous les clients. L'AFP ne diffuse pas directement ses photos et informations auprès du grand public : elles servent de matière première aux autres médias, chacun y sélectionnant ce qui l'intéresse. Ses centaines d'abonnés paient selon leur taille, système imaginé pour donner leur chance aux nouvelles entreprises. Il a permis encourager la diversité de la presse régionale, très développée en France, qui a mieux résisté que la presse quotidienne nationale aux graves difficultés des années 2000.
Avec le succès de l'Internet par ADSL à partir de 2005, l'information rediffusée gratuitement en ligne fragilise  la presse écrite, même quand elle dispose de ses propres sites gratuits : un jeune lecteur quittant le papier pour Internet rapporte dix fois moins de publicité... et souvent aucun abonnement. Sur 2 milliards d’euros de dépenses publicitaires en France sur Internet, 800 millions vont à Google et 420 millions aux PagesJaunes.
En gagnant le 20 juillet 2006 un procès important en droits d'auteur contre Google, qui reprenait des dépêches AFP gratuitement, le PDG de l'AFP Pierre Louette avait rassuré les administrateurs de l'AFP venant de l'écrit. Mais son successeur Emmanuel Hoog, qui a créé à l'INA un portail gratuit des archives audiovisuelles françaises, veut rééditer cet exploit à l'AFP. Il propose un portail d'informations AFP, sans promettre qu'il sera payant. Cette initiative est mal vue par la presse française, occupée à installer les premiers systèmes permettant de diffuser gratuitement quelques lignes d'un article, le reste étant payant.
Plusieurs dizaines d'éditeurs ont exprimé une "opposition formelle à tout projet de création de site internet ou d'applications mobiles dans lequel l'AFP mettrait gratuitement à la disposition du public ses contenus éditoriaux en langue française quels qu'ils soient", a averti le Syndicat de la presse quotidienne nationale (SPQN).
La presse régionale résiste aussi : "Nous ne comprenons pas les objectifs visés par l'AFP", confie son président, Pierre Jeantet, ancien journaliste de l'AFP et président de Sud Ouest, pour qui "une telle offre reviendrait à concurrencer la presse", dont l'AFP "vit directement et dont elle dépend aussi, puisque, en province, une partie de l'information fournie par l'agence provient des journaux locaux".

### Journalistes et collaborateurs de l’AFP morts dans l’exercice de leurs fonctions
Plusieurs journalistes et collaborateurs de l’AFP sont morts dans l’exercice de leur fonction depuis la création de l’Agence France Presse en 1945.

## Identité visuelle (logo)

Logo de l'AFP jusqu'en 2012.
Logo de l'AFP depuis 2012.
Logo de l'AFP depuis 2020